# Georg August Max Kallenbach
Georg August Max Kallenbach (Rotterdam, 17 mei 1867 - Amsterdam, 17 maart 1934) was een Nederlands ambtenaar en burgemeester.

## Familie
Kallenbach werd in Rotterdam geboren uit Duitse ouders; hij was een zoon van dr. Friedrich Wilhelm Oswald Kallenbach (1829-1917) en Johanna Wilhelmina Lentzner (1840-1902). Zijn vader had zich in 1857 als homeopathisch arts in Rotterdam gevestigd en werd in 1863 genaturaliseerd tot Nederlander. Hij trouwde met Catharina Janna Monjé (1864-1929) en na haar overlijden met Minna Agnes Clara Eyrich (1872-1940).

## Loopbaan
Kallenbach studeerde rechten en promoveerde in 1892 aan de Leidse universiteit op zijn proefschrift "Over pogingen door particulieren in het werk gesteld tot verbetering der arbeiderswoningen". Hij slaagde in juli 1893 voor het examen van aspirant gemeentesecretaris en werd een half jaar later aangesteld in Bruinisse (1894-1903). 
In 1903 werd Kallenbach benoemd tot burgemeester van Uithuizermeeden (1903-1906), hij stond vervolgens in Hemelumer Oldeferd (1906-1910) en Lemsterland (1910-1919). Hij was naast die laatste functie kantonrechter-plaatsvervanger in Lemmer. In 1919 werd hij eervol ontslagen als burgemeester en kantonrechter. Vanaf 1929 woonde hij in Amsterdam, waar hij in 1934 overleed.